# Goran Paskaljević
Goran Paskaljević (in cirillico Горан Паскаљевић; Belgrado, 22 aprile 1947 – Parigi, 25 settembre 2020) è stato un regista e sceneggiatore serbo.

## Biografia
Ha studiato regia all'Accademia del cinema di Praga, dove ha realizzato i primi cortometraggi. Rientrato in Jugoslavia all'indomani dell'invasione sovietica, nel 1976 è salito alla ribalta internazionale grazie al lungometraggio d'esordio Il bagnino d'inverno, presentato in concorso al 26º Festival di Berlino e grazie al quale vince il premio per la miglior regia al Festival del cinema di Pola.
Con la guerra civile e la successiva disgregazione jugoslava si trasferito con la moglie a Parigi, ottenendo la doppia cittadinanza francese e serba. Nel 1998 ha diretto il suo film più noto, La polveriera, vincitore del Premio FIPRESCI al 55º Festival di Venezia e ai successivi European Film Awards 1998.  Nel 2008 ha ricevuto dal ministero della cultura francese il titolo di Cavaliere delle arti e delle lettere ed è stato onorato da una retrospettiva al MoMA di New York. Già malato, nel 2019 ha girato in Italia l'ultimo film Nonostante la nebbia. È morto il 25 settembre 2020 di cancro ai polmoni.

## Filmografia
- Il bagnino d'inverno (Čuvar plaže u zimskom periodu) (1976)
- Pas koji je voleo vozove (1977)
- Zemaljski dani teku (1979)
- Poseban tretman (1980)
- Il tempo del crepuscolo (1982)
- Varljivo leto '68 (1984)
- Anđeo čuvar (1987)
- Il tempo dei miracoli (Vreme čuda) (1989)
- Tango argentino (1992)
- Someone Else's America (1995)
- La polveriera (Bure baruta) (1998)
- Come Harry divenne un albero (How Harry Became a Tree) (2002)
- San zimske noci (2004)
- Optimisti (2006)
- Medeni mesec (2009)
- Kad svane dan (2012)
- Dev Bhoomi (2016)
- Nonostante la nebbia (2019)